# 尤格·藍西莫
喬治斯·「尤格」·藍西莫（希臘語：Γιώργος Λάνθιμος，1973年9月27日—）是一名希臘電影與劇場導演，他曾是2004年雅典奧運開閉幕式的創意小組成員之一。尤格曾六次獲奧斯卡提名，分別是2010年代表希臘參選最佳外語片獎（《非普通教慾》）、2015年的最佳原創劇本獎《單身動物園》、2018年的最佳影片獎與最佳導演獎（《真寵》）以及2023年最佳影片和最佳導演（《可憐的東西》）。

## 生平
2009年，他執導的第三部長片《非普通教慾》以爭議性的劇情與風格驚豔第62屆坎城影展，在一種注目單元獲得最佳影片，隔年還入圍奧斯卡最佳外語片獎；2011年，他以《非普通服務》獲選為第68屆威尼斯影展正式競賽片，並獲得最佳劇本獎。
2015年，他以《單身動物園》獲得第68屆坎城影展評審團獎。2017年以《圣鹿之死》赢得第70届戛纳电影节最佳劇本獎。2018年的《真寵》获得第75届威尼斯影展評審團大獎，赢得英国电影学院奖七个奖，获得第91届奥斯卡金像奖最佳影片和最佳导演等10项提名，2023年的《可憐的東西》獲第80屆威尼斯影展金獅獎，取得第96届奥斯卡金像奖最佳影片和最佳导演等11项提名。

## 研究和认可
Lánthimos在雅典电影学院学习电影和电视导演。自1995年以来，他执导了许多长篇电影、戏剧、录影舞蹈以及大量电视广告。他还是创意团队的成员，设计了2004年雅典奥运会开幕和闭幕式。
2009年，他的电影《犬牙》（Kynodontas）赢得了戛纳电影节一种观点奖和2009年锡切斯国际电影节的市民凯恩奖和年轻评审团奖。
2011年，这位希腊导演推出了电影《阿尔卑斯》。通过构建一个社会，为那些无法接受亲人离世的人提供最近逝世的人的复制品，他深入探讨了哀悼和拒绝失落的概念。 
2015年，他用《龙虾》试图用讽刺深入探讨爱情关系，呈现了一个缺乏激情的场景，其中配对是由社会常规的接受控制的。
2017年，他的电影《神圣鹿之杀》（The Killing of a Sacred Deer）在戛纳电影节获得最佳编剧奖，并在锡切斯电影节上获得评论奖，与朱利安娜·罗哈斯的《好方式》并列。
2019年，他以《真寵》获得奥斯卡最佳导演奖提名。
2023年，他推出了《可憐的東西》。这是对弗兰肯斯坦神话的再创作，背景设定在19世纪的蒸汽朋克版本的欧洲。在这个环境中，主人公通过基于经验主义和发现情感的探索逐渐发现世界。这是一场使他认识自我并捍卫人类精神平等和自由意志的奥德赛。这部电影获得了奥斯卡奖的多个提名，以及金球奖最佳喜剧奖。 

## 電影作品
- 2001年：《我最好的朋友（希腊语：Ο καλύτερός μου φίλος (ταινία 2001)）》（Ο καλύτερός μου φίλος）
- 2005年：《非普通犯罪（希腊语：Κινέττα (ταινία)）》（Κινέτα）
- 2009年：《非普通教慾》（Κυνόδοντας）
- 2011年：《非普通服務（希腊语：Άλπεις (ταινία)）》（Άλπεις）
- 2015年：《單身動物園》（The Lobster）
- 2017年：《聖鹿之死》（The Killing of a Sacred Deer）
- 2018年：《真寵》（The Favourite）
- 2019年：《模倣犯》（Nimic，短片）
- 2023年：《可憐的東西》（Poor things）
- 2024年：《憐憫的種類》（Kinds of Kindness）
- 2025年：《暴蜂尼亞》（Bugonia）

## 外部連結
- 尤格·藍西莫在互联网电影资料库（IMDb）上的資料（英文）